# Campeonato Mundial de Corta-Mato de 2000
O 28º Campeonato Mundial de Corta-Mato foi realizado em 18 e 19 de março de 2000, em Vilamoura, Portugal. 

## Resultados

### Corrida Longa Masculina

#### Individual
| Medalha | Atleta           | País    | Tempo     |
| Ouro    | Mohammed Mourhit | Bélgica | 35:00 min |
| Prata   | Assefa Mezgebu   | Etiópia | 35:01 min |
| Bronze  | Paul Tergat      | Quênia  | 35:02 min |

#### Equipas
| Medalha | Selecção                                                                                              | Marca  |
| Ouro    | Quênia · Paul Tergat (3º) · Patrick Ivuti (4º) · Wilberforce Talel (5º) · Paul Koech (6º)             | 18 pts |
| Prata   | Etiópia · Assefa Mezgebu (2º) · Lemma Alemayehu (16º) · Tesfaye Tola (23º) · Ambesse Tolosa (27º)     | 68 pts |
| Bronze  | Portugal · Eduardo Henriques (10º) · Domingos Castro (12º) · António Pinto (22º) · Paulo Guerra (25º) | 69 pts |

### Corrida Curta Masculina

#### Individual
| Medalha | Atleta               | País   | Tempo     |
| Ouro    | John Kibowen         | Quênia | 11:11 min |
| Prata   | Sammy Kipketer       | Quênia | 11:12 min |
| Bronze  | Paul Malakwen Kosgei | Quênia | 11:15 min |

#### Equipas
| Medalha | Selecção                                                                                                  | Marca  |
| Ouro    | Quênia · John Kibowen (1º) · Sammy Kipketer (2º) · Paul Malakwen Kosgei (3º) · Leonard Mucheru Maina (4º) | 10 pts |
| Prata   | Etiópia · Hailu Mekonnen (6º) · Abiyote Abate (11º) · Dagne Alemu (14º) · Million Wolde (15º)             | 46 pts |
| Bronze  | Marrocos · Mohamed Saïd El Wardi (8º) · Ali Ezzine (13º) · Aziz Driouche (18º) · Youssef Baba (29º)       | 68 pts |

### Corrida Júnior Masculina

#### Individual
| Medalha | Atleta                    | País   | Tempo     |
| Ouro    | Robert Kipkorir Kipchumba | Quênia | 22:49 min |
| Prata   | Duncan Lebo               | Quênia | 22:52 min |
| Bronze  | John Cheruiyot Korir      | Quênia | 22:55 min |

#### Equipas
| Medalha | Selecção | Marca  |
| Ouro    | Quênia   | 10 pts |
| Prata   | Etiópia  | 47 pts |
| Bronze  | Uganda   | 68 pts |

### Corrida Longa Feminina

#### Individual
| Medalha | Atleta          | País    | Tempo     |
| Ouro    | Derartu Tulu    | Etiópia | 25:42 min |
| Prata   | Gete Wami       | Etiópia | 25:48 min |
| Bronze  | Susan Chepkemei | Quênia  | 25:50 min |

#### Equipas
| Medalha | Selecção | Marca  |
| Ouro    | Etiópia · Derartu Tulu (1ª) · Gete Wami (2ª) · Merima Denboba (8ª) · Ayelech Worku (9ª)                     | 20 pts |
| Prata   | Quênia · Susan Chepkemei (3ª) · Lydia Cheromei (4ª) · Leah Malot (6ª) · Ruth Kutol (10ª)                    | 23 pts |
| Bronze  | Estados Unidos · Deena Drossin (12ª) · Jennifer Rhines (13ª) · Rachel Sauder (36ª) · Kimberly Fitchen (37ª) | 98 pts |

### Corrida Curta Feminina

#### Individual
| Medalha | Atleta          | País     | Tempo     |
| Ouro    | Kutre Dulecha   | Etiópia  | 13:00 min |
| Prata   | Zahra Ouaziz    | Marrocos | 13:00 min |
| Bronze  | Margaret Ngotho | Quênia   | 13:00 min |

#### Equipas
| Medalha | Selecção | Marca  |
| Ouro    | Portugal · Carla Sacramento (7ª) · Fernanda Ribeiro (10ª) · Helena Sampaio (13ª) · Marina Bastos (16ª)                            | 46 pts |
| Prata   | Etiópia · Kutre Dulecha (1ª) · Yemenashu Taye (6ª) · Getenesh Urge (17ª) · Genet Gebregiorgis (31ª)                               | 55 pts |
| Bronze  | França · Fatima Maama-Yvelain (5ª) · Yamna Oubouhou-Belkacem (11ª) · Blandine Bitzner-Ducret (18ª) · Rakiya Maraoui-Quetier (23ª) | 57 pts |

### Corrida Júnior Feminina

#### Individual
| Medalha | Atleta           | País   | Tempo     |
| Ouro    | Vivian Cheruiyot | Quênia | 20:34 min |
| Prata   | Alice Timbilili  | Quênia | 20:35 min |
| Bronze  | Viola Kibiwot    | Quênia | 20:36 min |

#### Equipas
| Medalha | Selecção | Marca  |
| Ouro    | Quênia   | 12 pts |
| Prata   | Etiópia  | 24 pts |
| Bronze  | Japão    | 78 pts |